# 9860 Archaeopteryx
A 9860 Archaeopteryx (ideiglenes jelöléssel 1991 PW9) a Naprendszer kisbolygóövében található aszteroida. Eric Walter Elst fedezte fel 1991. augusztus 6-án.
Nevét az Archaeopteryx, az eddig ismert legkorábbi madár után kapta.